# POU3F2
POU3F2 (англ. POU class 3 homeobox 2) – білок, який кодується однойменним геном, розташованим у людей на короткому плечі 6-ї хромосоми. Довжина поліпептидного ланцюга білка становить 443 амінокислот, а молекулярна маса — 46 893.
| 10         |  | 20         |  | 30         |  | 40         |  | 50         |
| ---------- |  | ---------- |  | ---------- |  | ---------- |  | ---------- |
| MATAASNHYS |  | LLTSSASIVH |  | AEPPGGMQQG |  | AGGYREAQSL |  | VQGDYGALQS |
| NGHPLSHAHQ |  | WITALSHGGG |  | GGGGGGGGGG |  | GGGGGGGGDG |  | SPWSTSPLGQ |
| PDIKPSVVVQ |  | QGGRGDELHG |  | PGALQQQHQQ |  | QQQQQQQQQQ |  | QQQQQQQQQR |
| PPHLVHHAAN |  | HHPGPGAWRS |  | AAAAAHLPPS |  | MGASNGGLLY |  | SQPSFTVNGM |
| LGAGGQPAGL |  | HHHGLRDAHD |  | EPHHADHHPH |  | PHSHPHQQPP |  | PPPPPQGPPG |
| HPGAHHDPHS |  | DEDTPTSDDL |  | EQFAKQFKQR |  | RIKLGFTQAD |  | VGLALGTLYG |
| NVFSQTTICR |  | FEALQLSFKN |  | MCKLKPLLNK |  | WLEEADSSSG |  | SPTSIDKIAA |
| QGRKRKKRTS |  | IEVSVKGALE |  | SHFLKCPKPS |  | AQEITSLADS |  | LQLEKEVVRV |
| WFCNRRQKEK |  | RMTPPGGTLP |  | GAEDVYGGSR |  | DTPPHHGVQT |  | PVQ        |

A: Аланін

C: Цистеїн

D: Аспарагінова кислота

E: Глутамінова кислота

F: Фенілаланін

G: Гліцин

H: Гістидин

I: Ізолейцин

K: Лізин

L: Лейцин

M: Метіонін

N: Аспарагін

P: Пролін

Q: Глутамін

R: Аргінін

S: Серин

T: Треонін

V: Валін

W: Триптофан

Кодований геном білок за функціями належить до активаторів, фосфопротеїнів. 
Задіяний у таких біологічних процесах, як транскрипція, регуляція транскрипції, диференціація клітин, нейрогенез. 
Білок має сайт для зв'язування з ДНК. 
Локалізований у ядрі.